# Glitsholmen
Glitsholmen est un récif norvégien dans le landskap Sunnhordland du comté de Vestland. Il appartient administrativement à Sveio.

## Géographie
Rocheuse et désertique, elle s'étend sur environ 225 m de longueur pour une largeur approximative de 108 m. 